# Ahmed Sijavgyinovics Gadzsimagemodov
Ahmed Sijavgyinovics Gadzsimagemodov (oroszul: Ахмед Шиявдинович Гаджимагомедов; Csaszaviurt, 1990. április 21. –) orosz szabadfogású birkózó. A 2018-as birkózó-világbajnokságon bronzérmet nyert 79 kg-os súlycsoportban, szabadfogásban. A 2018-as Európa-bajnokságon szabadfogásban a 79 kg-os súlycsoportban aranyérmet szerzett. A 2017-ös birkózó Európa-bajnokságon bronzérmet szerzett 74 kg-os súlycsoportban, szabadfogásban.

## Sportpályafutása
A 2018-as birkózó-világbajnokságon a 79 kg-osok súlycsoportjában megrendezett bronzmérkőzés során a grúz Davit Kutsisvili volt ellenfele. A párharcot az orosz 10–0-ra nyerte.